# Torneo Interbritannico 1912
Il Torneo Interbritannico 1912 fu la ventinovesima edizione del torneo di calcio conteso tra le Home Nations dell'arcipelago britannico. Il torneo fu vinto congiuntamente dall'Inghilterra e dalla Scozia.

## Risultati
| Data             | Luogo     | Squadra 1 | Risultato | Squadra 2   |
| ---------------- | --------- | --------- | --------- | ----------- |
| 10 febbraio 1912 | Dublino   | Irlanda   | 1 - 6     | Inghilterra |
| 2 marzo 1912     | Edimburgo | Scozia    | 1 - 0     | Galles      |
| 11 marzo 1912    | Wrexham   | Galles    | 0 - 2     | Inghilterra |
| 16 marzo 1912    | Belfast   | Irlanda   | 1 - 4     | Scozia      |
| 23 marzo 1912    | Glasgow   | Scozia    | 1 - 1     | Inghilterra |
| 13 aprile 1912   | Cardiff   | Galles    | 2 - 3     | Irlanda     |

## Classifica
| Pos | Squadra     | Pti | G | V | N | P | GF | GS |
| --- | ----------- | --- | - | - | - | - | -- | -- |
| 1   | Inghilterra | 5   | 3 | 2 | 1 | 0 | 9  | 2  |
| 1   | Scozia      | 5   | 3 | 2 | 1 | 0 | 6  | 2  |
| 3   | Irlanda     | 2   | 3 | 1 | 0 | 2 | 5  | 12 |
| 4   | Galles      | 0   | 3 | 0 | 0 | 3 | 2  | 6  |